# 弘暉
弘暉（1697年—1704年），愛新覺羅氏，清朝雍正帝第一子。

## 生平
康熙三十六年（1697年）三月廿六日出生，生母是孝敬憲皇后。
康熙四十三年（1704年）六月初六日，年僅八歲的弘暉早殤，葬黃花山，沿用清兵入關後的火化方式入葬。
雍正十三年十一月，乾隆帝追封親王，諡號端。弘暉墓園在易州清西陵的崇陵西南方。及後，乾隆帝改建庶母敦肅皇貴妃之子懷親王福惠園寢與嫡母孝敬憲皇后之子端親王弘暉園寢。

## 喪葬禮儀
清朝初期，早殤皇子皆葬在清東陵附近的黃花山。後來，乾隆帝將他們改葬在易州清西陵崇陵西南方。現存弘暉墓土包始建於清雍正十三年年底，完工於乾隆二年年底。乾隆皇帝下達上諭：「現清東陵黃花山端親王弘暉金棺移送。皇三子弘時金棺於乾隆三年移送。東直門外懷親王福惠金棺移送。陳設儀衛隨行，並沿途各蓋蘆棚。」

## 延伸阅读
[在维基数据编辑]
 《清史稿/卷220》，出自趙爾巽《清史稿》